# Antony and Cleopatra (Barber)
Antonio e Cleopatra (Antony and Cleopatra), Op. 40, è un'opera in tre atti del compositore americano Samuel Barber. Il libretto, basato sulla tragedia shakespeariana Antonio e Cleopatra, è stato curato da Franco Zeffirelli ed utilizza esclusivamente i testi originali di Shakespeare.

## Storia
L'opera fu rappresentata in anteprima il 16 settembre 1966, commissionata per l'apertura della nuova Metropolitan Opera House nel Lincoln Center for the Performing Arts di New York. Dopo una prima senza successo, l'opera fu ampiamente rivista da Barber e Gian Carlo Menotti in un'edizione eseguita per la prima volta nel 1975.

## Storia dell'esecuzione
Per la prima mondiale, che fu anche l'apertura del nuovo Metropolitan Opera House al Lincoln Center, nessuna spesa fu risparmiata, con il team creativo, incluso lo stesso Zeffirelli, che diresse e progettò la produzione. Il team comprendeva il rivoluzionario coreografo Alvin Ailey, il direttore Thomas Schippers e un cast di prim'ordine guidato da Leontyne Price nei panni di Cleopatra. Condensando il testo di Shakespeare da cinque atti in più di quaranta scene a tre atti in tre ore, Zeffirelli conservò gran parte dello stile parlato della tragedia originale. La scenografia e i costumi erano elaborati; il cast era enorme, inclusi 22 cantanti principali, un coro completo, dozzine di comparse e una troupe di ballerini, una compagnia di 400 artisti sul palco. Utilizzando rapidamente i limiti della tecnologia all'avanguardia del nuovo teatro dell'opera, la produzione mastodontica non fu però di problemi. Un errore tecnico durante le prime prove ruppe il nuovo palco girevole del teatro, causando la ricostruzione dell'intera produzione con elementi scenici mobili. Una grande piramide idraulica di acciaio, ottone e alluminio dominava il palco con i lati ripiegabili che notoriamente intrappolavano Price durante le prove generali.
L'opera è stata accolta male dalla stampa e con poco entusiasmo dal pubblico. Tra le ragioni addotte per il mancato successo dell'opera vi erano una "produzione gonfiata con apparati tecnici problematici, costumi vistosi, forze sceniche sovraffollate e una stampa eccessivamente attenta al luccichio sociale dell'occasione". Meno gentilmente, la prima del 1966 fu descritta retrospettivamente come "una produzione terribile da fare arricciare i capelli... La serata tramontò negli annali dell'opera come un punto di riferimento della volgarità e dell'eccesso di messa in scena. La partitura del signor Barber, come abbiamo scoperto dalla successiva esposizione a estratti rivisti in concerto e su dischi, è stata in gran parte una vittima innocente del fiasco generale". L'opera è stata eliminata dal repertorio del Met dopo le prime otto rappresentazioni della produzione. La trasmissione radiofonica della prima, raramente ascoltata dopo la trasmissione iniziale, è stata pubblicata nel 2016, in occasione del 50º anniversario della prima.
Barber successivamente rivide l'opera, con revisioni del testo di Gian-Carlo Menotti, partner di Barber e librettista della sua prima opera, Vanessa. Questa versione fu presentata per la prima volta sotto la direzione di Menotti al Juilliard American Opera Center il 6 febbraio 1975. Ha avuto la sua prima europea nel 1980 in versione concerto al Théâtre des Champs Elysées, Parigi, come parte della "Saison Lyrique de Radio France" sotto il suo direttore musicale, Jean-Pierre Marty. Ci sono state ulteriori produzioni allo Spoleto Festival USA e al Festival dei Due Mondi di Spoleto, in Italia, nel 1983, e alla Lyric Opera di Chicago nel 1991.

## Ruoli
| Ruolo                            | Registro vocale | Cast della prima, 16 settembre 1966 (Direttore: Thomas Schippers) |
| -------------------------------- | --------------- | ----------------------------------------------------------------- |
| Cleopatra                        | soprano         | Leontyne Price                                                    |
| Marco Antonio                    | baritono        | Justino Diaz                                                      |
| Cesare Ottaviano                 | tenore          | Jess Thomas                                                       |
| Enobarbo                         | basso           | Ezio Flagello                                                     |
| Carmiana, damigella di Cleopatra | mezzosoprano    | Rosalind Elias                                                    |
| Iras                             | mezzosoprano    | Belén Amparan                                                     |
| Mardiano                         | tenore          | Andrea Velis                                                      |
| Messaggero                       | tenore          | Paul Franke                                                       |
| Alexas                           | basso           | Raymond Michalski                                                 |
| Indovino                         | basso           | Lorenzo Alvary                                                    |
| Contadfino                       | baritono        | Clifford Harvuot                                                  |
| Ottavia                          | soprano         | Mary Ellen Pracht                                                 |
| Mecenate                         | baritono        | Russell Christopher                                               |
| Agrippa                          | basso           | John Macurdy                                                      |
| Lepido                           | tenore          | Robert Nagy                                                       |
| Tidia                            | baritono        | Robert Goodloe                                                    |
| Soldato di Cesare                | tenore          | Gabor Carelli                                                     |
| Eros                             |                 | Bruce Scott                                                       |
| Dolabella                        | baritono        | Gene Boucher                                                      |
| Canidio                          | baritono        | Lloyd Strang                                                      |
| Demetrio                         | tenore          | Norman Giffin                                                     |
| Scaro                            | baritono        | Ron Bottcher                                                      |
| Dercete                          | basso-baritono  | Louis Sgarro                                                      |
| Capitano della Guardia           | tenore          | Dan Marek                                                         |
| Guardia 1                        | tenore          | Robert Schmorr                                                    |
| Guardia 2                        | basso           | Edward Ghazal                                                     |
| Guardia 3                        | basso           | Norman Scott                                                      |
| Soldato di Antonio               | basso           | John Trehy                                                        |
| Guardiano 1                      | basso           | Paul De Paola                                                     |
| Guardiano 2                      | basso           | Luis Forero                                                       |
| Sentinella                       | basso           | Peter Sliker                                                      |

## Incisioni
Esistono due registrazioni commerciali complete dell'opera (una della prima della versione originale, l'altra della revisione), così come due scene cantate da Leontyne Price.
- Samuel Barber: Two Scenes from Antony and Cleopatra, Op. 40 ["Give Me Some Music" e "Give Me My Robe"], Knoxville: Summer of 1915, Op. 24. Leontyne Price, soprano; New Philharmonia Orchestra, Thomas Schippers, direttore, incisa il 1°–2 giugno 1968 (Incisione su LP stereo, RCA Red Seal LSC-3062, 1969)[7]
- Antony and Cleopatra (edizione completa 1975). Esther Hinds, soprano, Jeffrey Wells, basso; The Spoleto Festival Orchestra ed il Westminster Choir (Joseph Flummerfelt, maestro del coro), Christian Badea, direttore. Incisa durante il Festival dei Due Mondi 1983 a Spoleto, Italia (Set di 2-CD stereo, New World Records NW 322/23/24-2, 1984)
- Antony and Cleopatra Metropolitan Opera Radio, trasmissione della prima mondiale (edizione originale) del 16 settembre 1966. Leontyne Price, soprano, Justino Díaz, basso; The Metropolitan Opera Orchestra & Chorus, Thomas Schippers, direttore. Parte della "Stagione Inaugurale: Extraordinary Met Performances From 1966–67" confezione box, 2016 (Warner Classics)

### Approfondimenti
- Barbara B. Heyman, Samuel Barber: The Composer and His Music, Oxford and New York, Oxford University Press, 1995, ISBN 0-19-509058-6.
- Kolodin, Irving, "Music to my Ears: Barber’s Antony, after Zeffirelli", in Saturday Review (1º ottobre), 1966.
- Porter, Andrew, "Antony’s Second Chance", in The New Yorker (24 febbraio), Ristampato in Music of Three Seasons: 1974–1977, pp.97–102, New York, Farrar, Straus, and Giroux, 1978, 1975,  pp. 123-24.
- Schonberg, Harold C., "Onstage, It Was 'Antony and Cleopatra'; New Opera by Barber a Bit Lost in Shuffle", in New York Times (17 settembre), 1966.